# 지에다촌
지에다촌(일본어: 千江田村)은 일본 군마현 오라군에 설치되었던 촌이다.